# Thăng Long tứ trấn
Thăng Long tứ trấn là tên gọi chỉ 4 ngôi đền thiêng thờ 4 vị thần trấn giữ 4 vị trí huyết mạch phía đông, tây, nam, bắc của kinh thành Thăng Long xưa. Bốn ngôi đền bao gồm:
1. Đền Bạch Mã - Bạch Mã tối linh từ (trấn giữ phía Đông kinh thành);
2. Đền Voi Phục - Tây trấn từ (trấn giữ phía Tây kinh thành);
3. Đền Kim Liên - Kim Liên từ (trấn giữ phía Nam kinh thành);
4. Đền Quán Thánh - Trấn Vũ quán - (trấn giữ phía Bắc kinh thành).

Ngày 18 tháng 1 năm 2022, Thủ tướng Chính phủ ban hành Quyết định số 93/QĐ-TTg xếp hạng di tích lịch sử và kiến trúc nghệ thuật Thăng Long tứ trấn là di tích quốc gia đặc biệt.

## Đền Bạch Mã

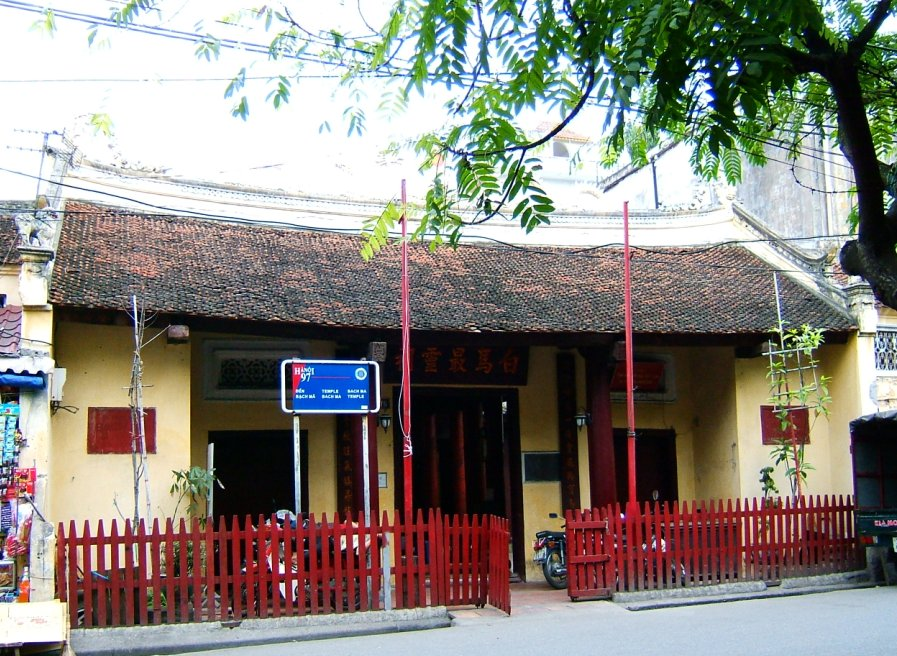
Đền Bạch Mã

Đền Bạch Mã nằm tại địa chỉ số 76 phố Hàng Buồm, quận Hoàn Kiếm. Đây là đền thờ thần Long Đỗ, vị Thành hoàng của Thăng Long xưa. Theo sử liệu, đền Bạch Mã được khởi dựng dưới thời nhà Đường khi Cao Biền xây La thành vào năm 866. Sau khi Lý Thái Tổ dời đô từ Hoa Lư ra Thăng Long vào năm 1010 thì đền được xây dựng lại. Đền được xây theo hình chữ "tam", bên ngoài là phương đình tám mái. Điểm đặc sắc của công trình kiến trúc này chính là hệ thống mái hình "vỏ cua" (hình mai con cua) liên kết giữa các hạng mục kiến trúc. Đền hiện còn bảo quản được tượng và nhiều di vật quý như tượng thần Long Đỗ từ thời nhà Lê - thế kỷ XVII, 18 bia đá cổ, 17 đạo sắc phong thời Nguyễn, nhiều đồ thờ tự khác.

## Đền Voi Phục

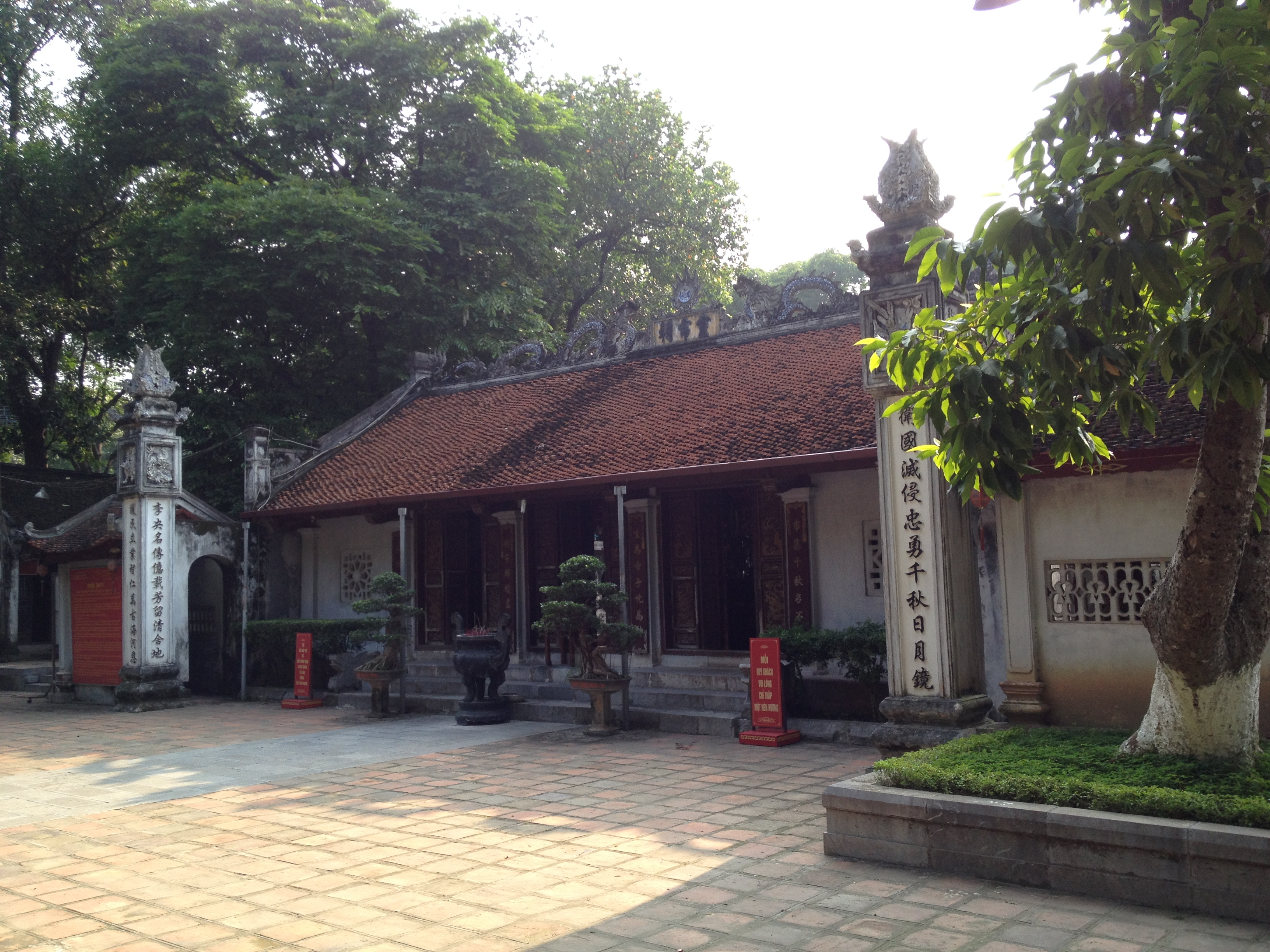
Đền Voi Phục

Đền Voi Phục có các tên khác là Đền Thủ Lệ, Đền Linh Lang hiện tọa lạc tại phố Kim Mã, quận Ba Đình cạnh công viên Thủ Lệ. Đền thờ thần Linh Lang Đại vương, người có công đánh dẹp quân Tống trên vùng đất Thăng Long xưa. Tương truyền, đền Voi Phục được xây dựng năm Chương Thánh Gia Khánh thứ 7 (1065) đời vua Lý Thánh Tông trên một khu gò cao thuộc vùng đất của trại Thủ Lệ - một trong 13 làng trại ở phía tây kinh thành Thăng Long. Đền có kết cấu kiểu chữ "công" gồm tiền tế, trung đường, hậu cung. Trong đền có hai pho tượng đồng và hòn đá to có vết lõm, tương truyền là nơi Linh Lang nằm gối đầu lên rồi hóa thành con giao long. Ngoài cổng đền có tượng hai con voi quỳ phục, do đó mà thành tên gọi.

## Đền Kim Liên

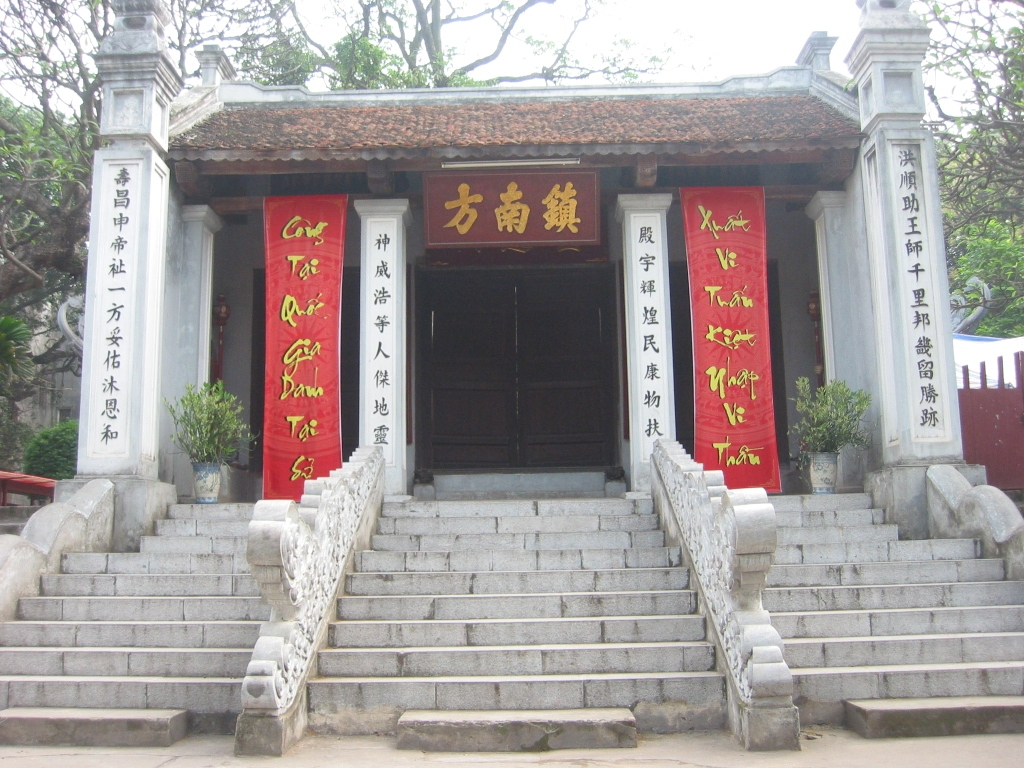
Đền Kim Liên

Đền Kim Liên còn được gọi là Đền Cao Sơn, Đình Kim Liên tọa lạc tại phường Phương Liên, quận Đống Đa. Đền được lập nên từ thời vua Lê Tương Dực để thờ thần Cao Sơn Đại Vương. Tương truyền, thần Cao Sơn là con trai của Lạc Long Quân và Âu Cơ, là một trong 50 người con theo mẹ lên núi. Đền Kim Liên nằm trên gò cao, bao gồm tam quan và đền thờ thần. Đền chính được xây theo kiểu chữ "Đinh" gồm tòa bái đường năm gian ở phía trước, phía sau là chính điện (hậu cung) ba gian. Về sau người dân làng Kim Liên đã lập thêm cổng tam quan, bổ sung một số kiến trúc mới tạo thành đình Kim Liên, trong đền và đình còn thờ Tam Phủ, thờ Mẫu... Đến nay, tại đình Kim Liên còn lưu giữ 39 đạo sắc phong cho thần Cao Sơn Đại Vương và tấm bia đá dựng phía trái đền.

## Đền Quán Thánh

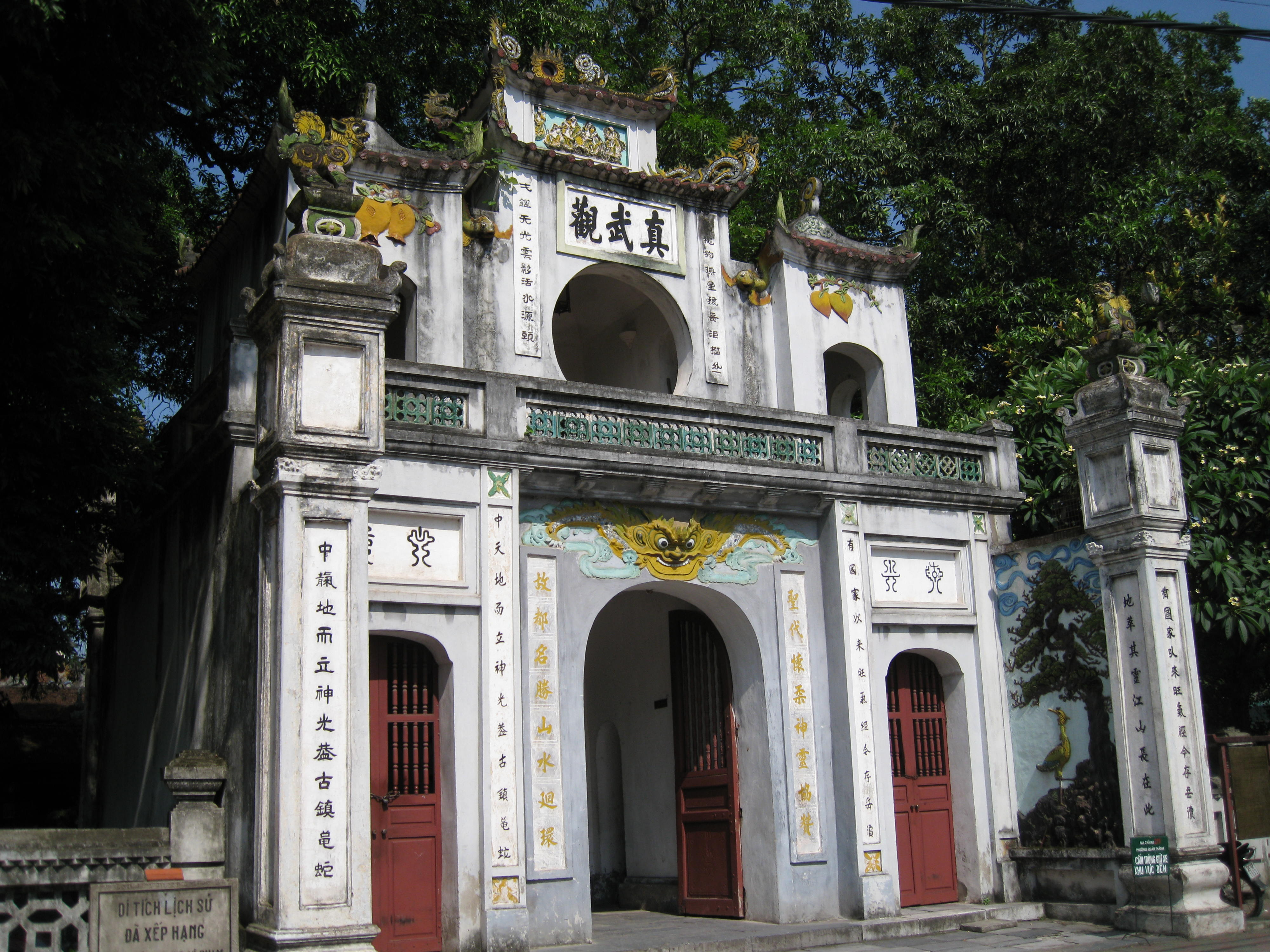
Đền Quán Thánh

Đền nằm ở cuối đường Thanh Niên, nhìn chếch ra Hồ Tây. Theo sử sách, đền Quán Thánh hay Quán Trấn Vũ thờ Huyền Thiên Trấn Vũ, tương truyền là người đã có công giúp vua An Dương Vương khi xây thành Cổ Loa. Đền được dựng trong Kinh thành từ thời nhà Lý (1160). Năm 1474, khi mở rộng Hoàng thành, vua Lê Thánh Tông cho di chuyển đền ra địa điểm hiện nay. Trong đền có tượng thánh Trấn Vũ bằng đồng đen, đúc năm 1677 đời Lê Hy Tông, cao 3,92 m và nặng khoảng 4 tấn.